# Гофор
Гофор (VI век) — святой отшельник валлийский. День памяти — 9 мая.
Святой Гофер (Gofer), или Гофор (Gofor) был монахом в Кор Сериоле (Cor Seriol), иначе Пенмоне (Penmon), Англси (Anglesey). Он прибыл в эту часть Уэльса с другим миссионером, св. Фойстом (Ffwyst) из Лланфойста (Llanfoist). Святой был похоронен под плитой с потёртым крестом в круге, выгравированным на ней, сразу за дверью храма св.Варфоломея в Ллановере (Llanover). Историки считают, что святого на самом деле звали Мофор (Mofor), или Мифор (Myfor).
На опушке И-Тытвитского леса (en:Y-Tytwyth Wood) имеются девять и ручьёв источников, один из которых, с круглым каменным бассейном, известен как источник св. Гофера. Восемь остальных текут в разных направлениях, но в итоге стекаются в два больших каменных бассейна, откуда попадают в другой каменный бассейн. Много лет тому назад они были известны своими целебными свойствами, Согласно , их воды помогали при хромоте и костыли оставались на краю источника. Быть может, хижина отшельника изначально была там, где он жил в уединении и молитве, хотя никаких следов от этого не осталось. Этот источник также упоминается в . Паломничества к источнику происходили на день памяти святого, 9 мая.